# Фленсбург (Міннесота)
Фленсбург (англ. Flensburg) — місто (англ. city) в США, в окрузі Моррісон штату Міннесота. Населення — 216 осіб (2020).

## Географія
Фленсбург розташований за координатами 45°56′56″ пн. ш. 94°31′57″ зх. д. / 45.94889° пн. ш. 94.53250° зх. д. (45.948907, -94.532433).  За даними Бюро перепису населення США в 2010 році місто мало площу 18,15 км², з яких 18,04 км² — суходіл та 0,11 км² — водойми.

## Демографія
Згідно з переписом 2010 року, у місті мешкало 225 осіб у 84 домогосподарствах у складі 53 родин. Густота населення становила 12 особи/км².  Було 94 помешкання (5/км²).
Расовий склад населення:
| - 97,3 % — білих - 0,4 % — корінних американців - 0,4 % — азіатів |

До двох чи більше рас належало 1,8 %. Частка іспаномовних становила 0,0 % від усіх жителів.
За віковим діапазоном населення розподілялося таким чином: 29,3 % — особи молодші 18 років, 52,9 % — особи у віці 18—64 років, 17,8 % — особи у віці 65 років та старші. Медіана віку мешканця становила 37,3 року. На 100 осіб жіночої статі у місті припадало 100,9 чоловіків;  на 100 жінок у віці від 18 років та старших — 106,5 чоловіків також старших 18 років.
Середній дохід на одне домашнє господарство  становив 56 030 доларів США (медіана — 43 125), а середній дохід на одну сім'ю — 62 585 доларів (медіана — 55 938). Медіана доходів становила 31 447 доларів для чоловіків та 26 250 доларів для жінок. За межею бідності перебувало 14,0 % осіб, у тому числі 31,1 % дітей у віці до 18 років та 7,1 % осіб у віці 65 років та старших.
Цивільне працевлаштоване населення становило 113 особи. Основні галузі зайнятості: освіта, охорона здоров'я та соціальна допомога — 20,4 %, виробництво — 18,6 %, роздрібна торгівля — 10,6 %, сільське господарство, лісництво, риболовля — 10,6 %.